# Deftones/Diskografie
Diese Diskografie ist eine Übersicht über die musikalischen Werke der US-amerikanischen Alternative-Metal-Band Deftones. Den Schallplattenauszeichnungen zufolge hat sie bisher mehr als 19,8 Millionen Tonträger verkauft, davon alleine in ihrer Heimat über 18 Millionen. Ihre erfolgreichste Veröffentlichung ist die Single Change (In the House of Flies) mit über 4,2 Millionen verkauften Einheiten.

## Alben

### Studioalben
| Jahr | Titel Musiklabel                             | Höchstplatzierung, Gesamtwochen, AuszeichnungChartplatzierungen (Jahr, Titel, Musiklabel, Platzierungen, Wochen, Auszeichnungen, Anmerkungen) | Höchstplatzierung, Gesamtwochen, AuszeichnungChartplatzierungen (Jahr, Titel, Musiklabel, Platzierungen, Wochen, Auszeichnungen, Anmerkungen) | Höchstplatzierung, Gesamtwochen, AuszeichnungChartplatzierungen (Jahr, Titel, Musiklabel, Platzierungen, Wochen, Auszeichnungen, Anmerkungen) | Höchstplatzierung, Gesamtwochen, AuszeichnungChartplatzierungen (Jahr, Titel, Musiklabel, Platzierungen, Wochen, Auszeichnungen, Anmerkungen) | Höchstplatzierung, Gesamtwochen, AuszeichnungChartplatzierungen (Jahr, Titel, Musiklabel, Platzierungen, Wochen, Auszeichnungen, Anmerkungen) | Höchstplatzierung, Gesamtwochen, AuszeichnungChartplatzierungen (Jahr, Titel, Musiklabel, Platzierungen, Wochen, Auszeichnungen, Anmerkungen) | Anmerkungen                                                  |
| Jahr | Titel Musiklabel                             | DE | AT | CH | UK | US | Rock | Anmerkungen                                                  |
| ---- | -------------------------------------------- | --- | --- | --- | --- | --- | --- | ------------------------------------------------------------ |
| 1995 | Adrenaline Maverick • Warner Bros. (WMG)     | — | — | — | UK— GoldUK | US— PlatinUS | — | Erstveröffentlichung: 1. Oktober 1995 Verkäufe: + 1.135.000  |
| 1997 | Around the Fur Maverick • Warner Bros. (WMG) | — | — | — | UK56 Gold · (1 Wo.)UK | US29 Platin · (17 Wo.)US | — | Erstveröffentlichung: 28. Oktober 1997 Verkäufe: + 1.142.500 |
| 2000 | White Pony Maverick (WMG)                    | DE11 (13 Wo.)DE | AT39 (8 Wo.)AT | CH68 (4 Wo.)CH | UK13 Gold · (3 Wo.)UK | US3 Platin · (40 Wo.)US | Rock35 a (2 Wo.)Rock | Erstveröffentlichung: 12. Juni 2000 Verkäufe: + 1.217.500    |
| 2003 | Deftones Maverick (WMG)                      | DE8 (5 Wo.)DE | AT20 (6 Wo.)AT | CH19 (7 Wo.)CH | UK7 Silber · (4 Wo.)UK | US2 Gold · (13 Wo.)US | — | Erstveröffentlichung: 20. Mai 2003 Verkäufe: + 635.000       |
| 2006 | Saturday Night Wrist Maverick (WMG)          | DE24 (2 Wo.)DE | AT18 (3 Wo.)AT | CH31 (4 Wo.)CH | UK33 Silber · (1 Wo.)UK | US10 (8 Wo.)US | Rock4 (2 Wo.)Rock | Erstveröffentlichung: 31. Oktober 2006 Verkäufe: + 60.000    |
| 2010 | Diamond Eyes Reprise Records (WMG)           | DE8 (3 Wo.)DE | AT13 (4 Wo.)AT | CH11 (4 Wo.)CH | UK26 Silber · (2 Wo.)UK | US6 (14 Wo.)US | Rock2 (12 Wo.)Rock | Erstveröffentlichung: 4. Mai 2010 Verkäufe: + 60.000         |
| 2012 | Koi No Yokan Reprise Records (WMG)           | DE17 (2 Wo.)DE | AT25 (1 Wo.)AT | CH22 (2 Wo.)CH | UK30 Silber · (2 Wo.)UK | US11 (15 Wo.)US | Rock5 (15 Wo.)Rock | Erstveröffentlichung: 9. November 2012 Verkäufe: + 60.000    |
| 2016 | Gore Reprise Records (WMG)                   | DE7 (2 Wo.)DE | AT7 (2 Wo.)AT | CH10 (3 Wo.)CH | UK5 (2 Wo.)UK | US2 (6 Wo.)US | Rock2 (15 Wo.)Rock | Erstveröffentlichung: 8. April 2016                          |
| 2020 | Ohms Reprise Records (WMG)                   | DE8 (3 Wo.)DE | AT11 (1 Wo.)AT | CH5 (3 Wo.)CH | UK5 (1 Wo.)UK | US5 (2 Wo.)US | Rock2 (3 Wo.)Rock | Erstveröffentlichung: 25. September 2020                     |

grau schraffiert: keine Chartdaten aus diesem Jahr verfügbar

### Kompilationen
| Jahr | Titel Musiklabel                                     | Höchstplatzierung, Gesamtwochen, AuszeichnungChartplatzierungen (Jahr, Titel, Musiklabel, Platzierungen, Wochen, Auszeichnungen, Anmerkungen) | Höchstplatzierung, Gesamtwochen, AuszeichnungChartplatzierungen (Jahr, Titel, Musiklabel, Platzierungen, Wochen, Auszeichnungen, Anmerkungen) | Höchstplatzierung, Gesamtwochen, AuszeichnungChartplatzierungen (Jahr, Titel, Musiklabel, Platzierungen, Wochen, Auszeichnungen, Anmerkungen) | Höchstplatzierung, Gesamtwochen, AuszeichnungChartplatzierungen (Jahr, Titel, Musiklabel, Platzierungen, Wochen, Auszeichnungen, Anmerkungen) | Höchstplatzierung, Gesamtwochen, AuszeichnungChartplatzierungen (Jahr, Titel, Musiklabel, Platzierungen, Wochen, Auszeichnungen, Anmerkungen) | Höchstplatzierung, Gesamtwochen, AuszeichnungChartplatzierungen (Jahr, Titel, Musiklabel, Platzierungen, Wochen, Auszeichnungen, Anmerkungen) | Anmerkungen                                              |
| Jahr | Titel Musiklabel                                     | DE | AT | CH | UK | US | Rock | Anmerkungen                                              |
| ---- | ---------------------------------------------------- | --- | --- | --- | --- | --- | --- | -------------------------------------------------------- |
| 2005 | B-Sides & Rarities Rhino Records (WMG)               | DE85 (1 Wo.)DE | AT54 (2 Wo.)AT | CH93 (1 Wo.)CH | UK100 Silber · (1 Wo.)UK | US43 (3 Wo.)US | — | Erstveröffentlichung: 4. Oktober 2005 Verkäufe: + 60.000 |
| 2011 | Covers Reprise Records (WMG)                         | — | — | — | — | — | — | Erstveröffentlichung: 16. April 2011 nur auf LP          |
| 2011 | The Vinyl Collection 1995–2011 Reprise Records (WMG) | — | — | — | — | — | — | Erstveröffentlichung: 25. Oktober 2011 nur auf LP        |

grau schraffiert: keine Chartdaten aus diesem Jahr verfügbar

### EPs
| Jahr | Titel Musiklabel                                                  | Höchstplatzierung, Gesamtwochen, AuszeichnungChartplatzierungen (Jahr, Titel, Musiklabel, Platzierungen, Wochen, Auszeichnungen, Anmerkungen) | Höchstplatzierung, Gesamtwochen, AuszeichnungChartplatzierungen (Jahr, Titel, Musiklabel, Platzierungen, Wochen, Auszeichnungen, Anmerkungen) | Höchstplatzierung, Gesamtwochen, AuszeichnungChartplatzierungen (Jahr, Titel, Musiklabel, Platzierungen, Wochen, Auszeichnungen, Anmerkungen) | Höchstplatzierung, Gesamtwochen, AuszeichnungChartplatzierungen (Jahr, Titel, Musiklabel, Platzierungen, Wochen, Auszeichnungen, Anmerkungen) | Höchstplatzierung, Gesamtwochen, AuszeichnungChartplatzierungen (Jahr, Titel, Musiklabel, Platzierungen, Wochen, Auszeichnungen, Anmerkungen) | Höchstplatzierung, Gesamtwochen, AuszeichnungChartplatzierungen (Jahr, Titel, Musiklabel, Platzierungen, Wochen, Auszeichnungen, Anmerkungen) | Anmerkungen                                                        |
| Jahr | Titel Musiklabel                                                  | DE | AT | CH | UK | US | Rock | Anmerkungen                                                        |
| ---- | ----------------------------------------------------------------- | --- | --- | --- | --- | --- | --- | ------------------------------------------------------------------ |
| 1998 | Live Maverick (WMG)                                               | — | — | — | — | — | — | Erstveröffentlichung: 10. April 1998                               |
| 2001 | Back to School (Mini Maggit) Maverick (WMG)                       | — | AT64 (2 Wo.)AT | — | UK35 (3 Wo.)UK | — | — | Erstveröffentlichung: 12. März 2001                                |
| 2013 | Live: Volume 1 – Selections from Adrenaline Reprise Records (WMG) | — | — | — | — | — | — | Erstveröffentlichung: 20. April 2013 Exklusiv zum Record Store Day |

grau schraffiert: keine Chartdaten aus diesem Jahr verfügbar

## Singles
| Jahr | Titel Album                                  | Höchstplatzierung, Gesamtwochen, AuszeichnungChartplatzierungen (Jahr, Titel, Album, Platzierungen, Wochen, Auszeichnungen, Anmerkungen) | Höchstplatzierung, Gesamtwochen, AuszeichnungChartplatzierungen (Jahr, Titel, Album, Platzierungen, Wochen, Auszeichnungen, Anmerkungen) | Höchstplatzierung, Gesamtwochen, AuszeichnungChartplatzierungen (Jahr, Titel, Album, Platzierungen, Wochen, Auszeichnungen, Anmerkungen) | Höchstplatzierung, Gesamtwochen, AuszeichnungChartplatzierungen (Jahr, Titel, Album, Platzierungen, Wochen, Auszeichnungen, Anmerkungen) | Höchstplatzierung, Gesamtwochen, AuszeichnungChartplatzierungen (Jahr, Titel, Album, Platzierungen, Wochen, Auszeichnungen, Anmerkungen) | Höchstplatzierung, Gesamtwochen, AuszeichnungChartplatzierungen (Jahr, Titel, Album, Platzierungen, Wochen, Auszeichnungen, Anmerkungen) | Anmerkungen                                                   |
| Jahr | Titel Album                                  | DE | AT | CH | UK | US | Rock | Anmerkungen                                                   |
| ---- | -------------------------------------------- | --- | --- | --- | --- | --- | --- | ------------------------------------------------------------- |
| 1995 | 7 Words Adrenaline                           | — | — | — | — | — | — | Erstveröffentlichung: 17. Dezember 1995                       |
| 1996 | Bored Adrenaline                             | — | — | — | — | — | — | Erstveröffentlichung: 4. April 1996                           |
| 1997 | My Own Summer (Shove It) Around the Fur      | — | — | — | UK29 Gold · (2 Wo.)UK | US— ×2DoppelplatinUS | — | Erstveröffentlichung: 22. Dezember 1997 Verkäufe: + 2.400.000 |
| 1998 | Be Quiet and Drive (Far Away) Around the Fur | — | — | — | UK50 Silber · (2 Wo.)UK | US— ×2DoppelplatinUS | — | Erstveröffentlichung: 9. März 1998 Verkäufe: + 2.200.000      |
| 2000 | Change (In the House of Flies) White Pony    | — | — | — | UK53 Silber · (2 Wo.)UK | US— ×4VierfachplatinUS | — | Erstveröffentlichung: 31. Juli 2000 Verkäufe: + 4.200.000     |
| 2000 | Back to School (Mini Maggit) White Pony      | — | — | — | — | — | — | Erstveröffentlichung: Oktober 2000                            |
| 2003 | Minerva Deftones                             | — | — | — | UK15 (3 Wo.)UK | US— GoldUS | — | Erstveröffentlichung: 29. April 2003 Verkäufe: + 500.000      |
| 2003 | Hexagram Deftones                            | — | — | — | UK68 (2 Wo.)UK | — | — | Erstveröffentlichung: 30. Dezember 2003                       |
| 2006 | Hole in the Earth Saturday Night Wrist       | — | — | — | UK69 (1 Wo.)UK | US— GoldUS | — | Erstveröffentlichung: 12. September 2006 Verkäufe: + 500.000  |
| 2007 | Mein Saturday Night Wrist                    | — | — | — | — | — | — | Erstveröffentlichung: 13. März 2007 feat. Serj Tankian        |
| 2010 | Diamond Eyes                                 | — | — | — | — | — | Rock14 (20 Wo.)Rock | Erstveröffentlichung: 23. März 2010                           |
| 2010 | Rocket Skates Diamond Eyes                   | — | — | — | — | — | — | Erstveröffentlichung: 17. April 2010                          |
| 2010 | Sextape Diamond Eyes                         | — | — | — | UK— SilberUK | — | — | Erstveröffentlichung: 3. September 2010 Verkäufe: + 200.000   |
| 2010 | You’ve Seen the Butcher Diamond Eyes         | — | — | — | — | — | Rock34 (15 Wo.)Rock | Erstveröffentlichung: 28. Oktober 2010                        |
| 2012 | Leathers Koi No Yokan                        | — | — | — | — | — | — | Erstveröffentlichung: 19. September 2012                      |
| 2012 | Tempest Koi No Yokan                         | — | — | — | — | — | Rock44 (9 Wo.)Rock | Erstveröffentlichung: 9. Oktober 2012                         |
| 2013 | Swerve City Koi No Yokan                     | — | — | — | — | — | — | Erstveröffentlichung: 30. März 2013                           |
| 2013 | Romantic Dreams Koi No Yokan                 | — | — | — | — | — | — | Erstveröffentlichung: 24. September 2013                      |
| 2016 | Prayers / Triangles Gore                     | — | — | — | — | — | Rock39 (2 Wo.)Rock | Erstveröffentlichung: 4. Februar 2016                         |
| 2016 | Doomed User Gore                             | — | — | — | — | — | — | Erstveröffentlichung: 16. März 2016                           |
| 2016 | Hearts / Wires Gore                          | — | — | — | — | — | — | Erstveröffentlichung: 4. April 2016                           |
| 2016 | Phantom Bride Gore                           | — | — | — | — | — | — | Erstveröffentlichung: 7. Juni 2016 feat. Jerry Cantrell       |
| 2020 | Ohms                                         | — | — | — | — | — | Rock31 (1 Wo.)Rock | Erstveröffentlichung: 21. August 2020                         |
| 2020 | Genesis Ohms                                 | — | — | — | — | — | Rock38 (1 Wo.)Rock | Erstveröffentlichung: 18. September 2020                      |
| 2021 | Ceremony Ohms                                | — | — | — | — | — | — | Erstveröffentlichung: 26. Januar 2021                         |
| 2025 | My Mind Is a Mountain –                      | — | — | — | UK89 (1 Wo.)UK | — | Rock9 (… Wo.)Rock | Erstveröffentlichung: 11. Juli 2025                           |
| 2025 | Milk of the Madonna –                        | — | — | — | — | — | Rock19 (… Wo.)Rock | Erstveröffentlichung: 8. August 2025                          |

grau schraffiert: keine Chartdaten aus diesem Jahr verfügbar

## Videoalben und Musikvideos

### Videoalben
| Jahr | Titel Musiklabel                                         | Anmerkungen                           |
| ---- | -------------------------------------------------------- | ------------------------------------- |
| 2002 | Music in High Places: Live in Hawaii Image Entertainment | Erstveröffentlichung: 27. August 2002 |

### Musikvideos
| Jahr | Titel                               | Regie                         |
| ---- | ----------------------------------- | ----------------------------- |
| 1995 | 7 Words                             | Chris Burns                   |
| 1996 | Bored                               | Nick Egan                     |
| 1997 | My Own Summer (Shove It)            | Dean Karr                     |
| 1998 | Be Quiet and Drive (Far Away)       | Purge                         |
| 1998 | Be Quiet and Drive (Acoustic Remix) | Franck Ockenfels              |
| 2000 | Street Carp                         | James Sutton                  |
| 2000 | Change (In the House of Flies)      | Liz Friedlander               |
| 2000 | Back to School (Mini Maggit)        | Paul Hunter                   |
| 2001 | Digital Bath                        | Andrew Bennet                 |
| 2003 | Minerva                             | Paul Fedor                    |
| 2003 | Hexagram                            | Darren Doane                  |
| 2003 | Bloody Cape                         | James Minchin III             |
| 2005 | Root                                | Nick Lambrou                  |
| 2005 | Engine No. 9                        | Nick Lambrou                  |
| 2006 | Hole in the Earth                   | Brian Lazzaro                 |
| 2007 | Mein                                | Bernard Gourley               |
| 2010 | Rocket Skates                       | Timothy McGurr, Kenzo Digital |
| 2010 | Diamond Eyes                        | Roboshobo                     |
| 2010 | Sextape                             | ZFCL                          |
| 2010 | You’ve Seen the Butcher             | Zodeb                         |
| 2011 | Beauty School                       | Timothy McGurr                |
| 2013 | Swerve City (erste Version)         | Gus Black                     |
| 2013 | Swerve City (zweite Version)        | Ryan Mackfall                 |
| 2013 | Romantic Dreams                     | Brett Novak                   |
| 2016 | Prayers/Triangles                   | Charles Bergquist             |
| 2020 | Ohms                                | Rafatoon                      |
| 2020 | Genesis                             | Sebastian Kökow               |
| 2021 | Ceremony                            | Leigh Whannell                |
| 2025 | My Mind Is a Mointain               |                               |

## Sonderveröffentlichungen

### Alben
| Jahr | Titel Musiklabel                          | Anmerkungen                             |
| ---- | ----------------------------------------- | --------------------------------------- |
| 1990 | Deftones (Demo 1) Selbstverlag            | Erstveröffentlichung: 1990              |
| 1991 | Deftones (Demo 2) Selbstverlag            | Erstveröffentlichung: November 1991     |
| 1992 | Engine Number Nine / 7 Words Selbstverlag | Erstveröffentlichung: 1992              |
| 1993 | (Like) Linus Selbstverlag                 | Erstveröffentlichung: 30. November 1993 |
| 1994 | Root / Nosebleed Maverick Records         | Erstveröffentlichung: 1994              |

### Lieder
| Jahr | Titel Album                                      | Anmerkungen                                                                  |
| ---- | ------------------------------------------------ | ---------------------------------------------------------------------------- |
| 1998 | To Have and to Hold For the Masses               | Erstveröffentlichung: 4. August 1998 Original: Depeche Mode                  |
| 1998 | Spasmolytic Remix Dystemper                      | Erstveröffentlichung: 20. Oktober 1998 Original: Skinny Puppy                |
| 2001 | Digital Bath WWF Tough Enough                    | Erstveröffentlichung: 18. September 2001                                     |
| 2003 | Hexagram MTV2 Headbangers Ball                   | Erstveröffentlichung: 7. Oktober 2003                                        |
| 2005 | The Chauffeur The Duran Duran Tribute Album      | Erstveröffentlichung: 10. Mai 2005 Original: Duran Duran                     |
| 2006 | My Own Summer (Shove It) Family Values Tour 2006 | Erstveröffentlichung: 26. Dezember 2006 Liveaufnahme                         |
| 2007 | Jealous Guy Make Some Noise                      | Erstveröffentlichung: 12. Juni 2007 Original: John Lennon; iTunes-Bonustrack |

| Jahr | Titel Album                                                     | Anmerkungen                                           |
| ---- | --------------------------------------------------------------- | ----------------------------------------------------- |
| 1996 | Can’t Even Breathe Flucht aus L.A.                              | Erstveröffentlichung: 16. Juli 1996                   |
| 1996 | Teething The Crow – Die Rache der Krähe                         | Erstveröffentlichung: 29. Juli 1996                   |
| 1999 | My Own Summer (Shove It) Matrix – Music from the Motion Picture | Erstveröffentlichung: 30. März 1999                   |
| 2000 | Be Quiet and Drive (Far Away) Little Nicky – Satan Junior       | Erstveröffentlichung: 31. Oktober 2000 Akustikversion |
| 2001 | Rx Queen Schrei wenn Du kannst                                  | Erstveröffentlichung: 2001                            |
| 2002 | Change (In the House of Flies) Königin der Verdammten           | Erstveröffentlichung: 19. Februar 2002                |
| 2003 | Lucky You Matrix Reloaded: The Album                            | Erstveröffentlichung: 20. April 2003                  |
| 2004 | The Chauffeur Resident Evil: Apocalypse                         | Erstveröffentlichung: 31. August 2004                 |
| 2009 | Hole in the Earth Underworld – Aufstand der Lykaner             | Erstveröffentlichung: 20. Januar 2009 Renholdër Remix |

## Boxsets
| Jahr | Titel Musiklabel                                  | Höchstplatzierung, Gesamtwochen, AuszeichnungChartplatzierungen (Jahr, Titel, Musiklabel, Platzierungen, Wochen, Auszeichnungen, Anmerkungen) | Höchstplatzierung, Gesamtwochen, AuszeichnungChartplatzierungen (Jahr, Titel, Musiklabel, Platzierungen, Wochen, Auszeichnungen, Anmerkungen) | Höchstplatzierung, Gesamtwochen, AuszeichnungChartplatzierungen (Jahr, Titel, Musiklabel, Platzierungen, Wochen, Auszeichnungen, Anmerkungen) | Höchstplatzierung, Gesamtwochen, AuszeichnungChartplatzierungen (Jahr, Titel, Musiklabel, Platzierungen, Wochen, Auszeichnungen, Anmerkungen) | Höchstplatzierung, Gesamtwochen, AuszeichnungChartplatzierungen (Jahr, Titel, Musiklabel, Platzierungen, Wochen, Auszeichnungen, Anmerkungen) | Höchstplatzierung, Gesamtwochen, AuszeichnungChartplatzierungen (Jahr, Titel, Musiklabel, Platzierungen, Wochen, Auszeichnungen, Anmerkungen) | Anmerkungen                                             |
| Jahr | Titel Musiklabel                                  | DE | AT | CH | UK | US | Rock | Anmerkungen                                             |
| ---- | ------------------------------------------------- | --- | --- | --- | --- | --- | --- | ------------------------------------------------------- |
| 2016 | The Studio Album Collection Reprise Records (WMG) | — | — | — | UK98 (… Wo.)UK | — | — | Erstveröffentlichung: 7. April 2016 Charteinstieg: 2025 |

## Statistik

### Chartauswertung
|                     | DE    | AT    | CH    | UK     | US    | Rock      |
| ------------------- | ----- | ----- | ----- | ------ | ----- | --------- |
| Nummer-eins-Alben   | DE—DE | AT—AT | CH—CH | UK—UK  | US—US | Rock—Rock |
| Top-10-Alben        | DE4DE | AT1AT | CH2CH | UK3UK  | US6US | Rock5Rock |
| Alben in den Charts | DE8DE | AT9AT | CH8CH | UK11UK | US9US | Rock6Rock |

|                       | DE    | AT    | CH    | UK    | US    | Rock      |
| --------------------- | ----- | ----- | ----- | ----- | ----- | --------- |
| Nummer-eins-Singles   | DE—DE | AT—AT | CH—CH | UK—UK | US—US | Rock—Rock |
| Top-10-Singles        | DE—DE | AT—AT | CH—CH | UK—UK | US—US | Rock1Rock |
| Singles in den Charts | DE—DE | AT—AT | CH—CH | UK7UK | US—US | Rock9Rock |

### Auszeichnungen für Musikverkäufe
| Goldene Schallplatte - Australien - 2006: für das Album Around the Fur - 2025: für das Album Adrenaline - 2025: für das Album Deftones - Kanada - 2000: für das Album White Pony - 2003: für das Album Deftones - Neuseeland - 2024: für das Album Around the Fur - 2024: für das Album White Pony - 2025: für das Album Diamond Eyes - Vereinigte Staaten - 2025: für das Lied Around the Fur - 2025: für das Lied Beauty School - 2025: für das Lied Beware - 2025: für das Lied Entombed - 2025: für das Lied Please Please Please Let Me Get What I Want | Platin-Schallplatte - Australien - 2025: für das Album White Pony - Vereinigte Staaten - 2025: für das Lied Cherry Waves - 2025: für das Lied Passenger - 2025: für das Lied Rosemary |

Anmerkung: Auszeichnungen in Ländern aus den Charttabellen bzw. Chartboxen sind in ebendiesen zu finden.
| Land/RegionAuszeichnungen für Musikverkäufe (Land/Region, Auszeichnungen, Verkäufe, Quellen) | Silber     | Gold       | Platin       | Verkäufe   | Quellen          |
| -------------------------------------------------------------------------------------------- | ---------- | ---------- | ------------ | ---------- | ---------------- |
| Australien (ARIA)                                                                            | —          | 3× Gold3   | Platin1      | 175.000    | aria.com.au      |
| Kanada (MC)                                                                                  | —          | 2× Gold2   | —            | 100.000    | musiccanada.com  |
| Neuseeland (RMNZ)                                                                            | —          | 3× Gold3   | —            | 22.500     | radioscope.co.nz |
| Vereinigte Staaten (RIAA)                                                                    | —          | 8× Gold8   | 14× Platin14 | 18.000.000 | riaa.com         |
| Vereinigtes Königreich (BPI)                                                                 | 8× Silber8 | 4× Gold4   | —            | 1.600.000  | bpi.co.uk        |
| Insgesamt                                                                                    | 8× Silber8 | 20× Gold20 | 15× Platin15 |            |                  |